# World Games 2022/Teilnehmer (Amerikanische Jungferninseln)
| Gelbes Symbol für Goldmedaillen mit stilisierten Olympischen Ringen | Graues Symbol für Silbermedaillen mit stilisierten Olympischen Ringen | Braundes Symbol für Bronzemedaillen mit stilisierten Olympischen Ringen |
| ------------------------------------------------------------------- | --------------------------------------------------------------------- | ----------------------------------------------------------------------- |
| —                                                                   | 3                                                                     | 1                                                                       |

Die Amerikanischen Jungferninseln nahmen an den World Games 2022 mit neun Athleten (5 Männer und 4 Frauen) teil.

## Medaillen

### Medaillenspiegel
| Rang   | Sportart       | Gold | Silber | Bronze | Gesamt |
| ------ | -------------- | ---- | ------ | ------ | ------ |
| 1      | Kraftdreikampf | –    | 3      | 1      | 4      |
| Gesamt | Gesamt         | 0    | 3      | 1      | 4      |

### Medaillengewinner
| Name/n            | Sportart       | Wettkampf            |
| ----------------- | -------------- | -------------------- |
| Silber            |                |                      |
| Taylor Lachapelle | Kraftdreikampf | Mittelgewicht Frauen |
| Kelsey McCarthy   | Kraftdreikampf | Schwergewicht Frauen |
| Ian Bell          | Kraftdreikampf | Schwergewicht Männer |
| Bronze            |                |                      |
| Paul Douglas      | Kraftdreikampf | Mittelgewicht Männer |

## Teilnehmer nach Sportarten

### Kraftdreikampf
| Athleten          | Wettbewerb         | Kniebeugen | Bankdrücken | Kreuzheben | Gesamt    | Gesamt | Rang   |
| Athleten          | Wettbewerb         | Kniebeugen | Bankdrücken | Kreuzheben | Gewicht   | Punkte | Rang   |
| ----------------- | ------------------ | ---------- | ----------- | ---------- | --------- | ------ | ------ |
| Frauen            |                    |            |             |            |           |        |        |
| Kimberly Johnson  | Mittelgewicht      | 215,0 kg   | 140,0 kg    | 195,0 kg   | 550,0 kg  | 105,78 | 4      |
| Taylor LaChapelle | Mittelgewicht      | 242,5 kg   | 147,5 kg    | 227,5 kg   | 617,5 kg  | 112,82 | Silber |
| Kloie Doublin     | Schwergewicht      | 252,5 kg   | DSQ         | 237,5 kg   | DSQ       | DSQ    | DSQ    |
| Kelsey McCarthy   | Schwergewicht      | 242,5 kg   | 170,0 kg    | 212,5 kg   | 625,0 kg  | 109,44 | Silber |
| Männer            |                    |            |             |            |           |        |        |
| Paul Douglas      | Mittelgewicht      | 365,0 kg   | 230,0 kg    | 325,0 kg   | 920,0 kg  | 106,62 | Bronze |
| Alexis Maher      | Mittelgewicht      | 310,0 kg   | 172,5 kg    | 355,0 kg   | 837,5 kg  | 100,83 | 5      |
| Ian Bell          | Schwergewicht      | 400,0 kg   | 252,5 kg    | 370,0 kg   | 1022,5 kg | 105,09 | Silber |
| Gregory Johnson   | Schwergewicht      | 330,0 kg   | 175,0 kg    | 350,0 kg   | 855,0 kg  | 93,38  | 11     |
| Joseph Cappellino | Superschwergewicht | 460,0 kg   | DSQ         | 355,0 kg   | DSQ       | DSQ    | DSQ    |